# サバル・カルヤマン・グタマ
サバル・カルヤマン・グタマ（英語: Sabar Karyaman Gutama、1996年1月8日 - ）は、インドネシアの男子バドミントン選手。

## 経歴
2021年から、2歳年下のムハマド・レザ・パフレフィ・イスファハニとペアを組む。
2023年のインドネシア・マスターズ (スーパー100)Ⅰで優勝。
2024年のスペイン・マスターズでは、決勝でジュナイディ・アリフ / ヤプ・ロイキンを破って優勝した。